# Max Brusto
Max Brusto (mit wirklichem Namen Motek Brustowiecki; geboren 15. Oktober 1906 in Kolno, Russisches Kaiserreich; gestorben 25. Februar 1998 in Paris) war ein deutscher Journalist und Schriftsteller. Einen Teil seiner Veröffentlichungen verfasste er unter den Pseudonymen O. T. Surb, Huelse und N. Brustowiecki.

## Leben und Werk
Brustowieckis Vater, der Kaufmann und Pferdehändler Chemia Brzostowiecki (* 1876), war bei Ausbruch des Ersten Weltkriegs mit der Ehefrau Rosa (* 1875), geb. Zabielowicz, in Deutschland auf Geschäftsreise. Beide wurden als Kriegsgefangene in Magdeburg interniert, ließen sich später am Ort nieder und holten die Kinder, Chaim Baruch (* 1898), Inda (* 1899), Max, Abraham (* 1908) und Susan (* 1912) nach. Seit 1925 unterhielten die Eltern – nun den Familiennamen Brustawitzki führend – das Hotel und ab 1928 das Restaurant "Stadt Amsterdam" in der Brandenburger Straße 2. Max verbrachte seine Schulzeit in Magdeburg und zog später nach Hamburg, wo er für Rundfunkzeitschriften wie die "Funkwacht" und andere Zeitungen tätig war. Sein erster Roman "Alles in Margarine" sollte im Berliner Malik-Verlag erscheinen, was durch die Machtübernahme der Nationalsozialisten verhindert wurde. Bis 1933 Mitglied des Schutzverbandes Deutscher Schriftsteller. 1936–1938 Kurzgeschichten und Reportagen für Pariser Tageszeitung und Grünes Journal, Forbach/Elsass (erschien 1937–1939). In der Zeit von 1933 bis 1942 lebte er in Paris und Nizza. Er floh dann über den Genfersee in die Schweiz, wo er in Auffang- und Arbeitslagern interniert wurde. Seit 1945 Mitglied des Internationalen Schutzverbandes deutschsprachiger Schriftsteller in Hamburg und Zürich, 1946 Rückkehr nach Frankreich, in Paris als Autor und Werbeleiter tätig. Mitglied des PEN.
Brustos Werke in Prosa beschäftigen sich überwiegend mit dem Schicksal von Exilierten, das auch sein eigenes Leben prägt.
Die Eltern Brustos sowie der Bruder Chaim Baruch, dessen Frau Helene (* 1898) und der Sohn David (* 1922) wurden Opfer des Holocaust. Am 8. Juni 2022 wurden vor ihren ehemaligen Wohnorten, Magdeburg, Brandenburger Str. 2 und Kleine Kloster-Str. 2, Stolpersteine verlegt. Der Bruder Abraham Brustawitzki (auch A. Brustow) übersiedelte 1932 in die UdSSR, wurde 1936 verhaftet und von einer "Sonderberatung" des NKWD nach § 58(10) wegen antisowjetischer Propaganda und Agitation zu 5 Jahren "Besserungsarbeitslager" verurteilt. Sein weiteres Schicksal ist unbekannt.

## Werke (Auswahl)
- Brustawitzki, Max: Das Geheimnis. Eine Alltagsgeschichte aus New York. In: Die Stimme. 2. Jg. 1929, Nr. 62, 7. März, S. 11
- Brustawitzki, Max: Nach der sechsten Ostjudenkonferenz. In: Allgemeines Jüdisches Familienblatt. Jg. 12, Nr. 3, 16. Januar 1931, S. 2
- Brustow, M.: Sowjetrepublik Biro-Bidschan. In: Das blaue Heft. Bd. 13, Nr. 8, 15. November 1933, S. 241–243
- Brusto, Max: Drei Franzosen. Das Hohelied der Kameradschaft Roman. Micha, Zürich 1945
- Surb, O.T.: Ich bin ein Flüchtling. Roman. Schweizer. Arbeiterhilfswerk, Zürich 1945
- Atelier Jim. Roman. Blau-Verl., Berlin, Camburg 1950
- Die letzten Vier. Schauspiel. Verl. Jüdische Rundschau Maccabi, Basel 1954
- Das Leben des François Villon. Hörspiel. Paris, 1954
- Im Schweizer Rettungsboot. Dokumentation. Starczewski-Verlag, München 1967
- Ein Kellner namens Aristide. Roman. Bläschke, Darmstadt 1977
- Visum oder Tod. Auf der Flucht vor den Nazis. Fünf Erzählungen. Blahak, Wiesbaden 1982